# Tsend-Ayush Khurelbaatar
Tsend-Ayush Khurelbaatar (ur. 22 lutego 1990) – mongolski piłkarz, grający na pozycji pomocnika. Reprezentant Mongolii.

## Kariera
Tsend-Ayush Khurelbaatar całą karierę piłkarską spędził w Mongolii. W reprezentacji Mongolii zadebiutował 21 października 2007 roku w meczu z Koreą Północną Pierwszego gola zdobył 28 października 2007 roku w meczu z Mjanmą.